# مأمور مخفی (فیلم ۲۰۲۵)
مأمور مخفی (انگلیسی: O Agente Secreto) فیلمی در ژانر تاریخی سیاسی جاسوسی محصول سال ۲۰۲۵ است که توسط کلبر مندونسا فیلیو نویسندگی و کارگردانی شده است. این فیلم با بازی واگنر مورا، اودو کی‌یر، گابریل لئونه و ماریا فرناندا کاندیدو، داستان مارسلو را روایت می‌کند که معلمی گرفتار در آشفتگی‌های سیاسی سال‌های پایانی دیکتاتوری نظامی برزیل است. این فیلم همکاری مشترک برزیل، فرانسه، آلمان و هلند است. مأمور مخفی نخستین بار در بخش رقابت اصلی جشنواره فیلم کن ۲۰۲۵، در ۱۸ مه ۲۰۲۵ به نمایش درآمد و در این رویداد، واگنر مورا جایزه بهترین بازیگر مرد و کلبر مندونسا جایزه بهترین کارگردانی را کسب کردند.